# Khuzaa
Els Khuzaa (àrab: خزاعة, Ḫuzāʿa) foren una tribu àrab d'origen obscur, potser mudarita. Van donar suport al Profeta i després van participar en les conquestes musulmanes establint-se per diverses províncies. A medina van donar auport a la rebl·lió contra el califa Uthman ibn Affan; una part de la tribu va estar al costat d'Alí ibn Abi-Tàlib amb el que van combatre a Siffin. Apareixen encara a mitjan segle VIII donant suport a la revolta abbàssida al Khorasan.